# Oskar Pietuszewski
Oskar Pietuszewski (ur. 20 maja 2008) – polski piłkarz, grający na pozycji napastnika w Jagiellonii Białystok.

## Kariera klubowa

### Kariera juniorska
Pietuszewski całą karierę juniorską grał w akademii Jagiellonii Białystok. 5 lipca 2022 wygrał mistrzostwa Polski U-14 z reprezentacją Podlaskiego ZPN-u. W finale strzelił hat-tricka w wygranym 5:2 meczu z reprezentacją Śląskiego ZPN-u, będąc najlepszym strzelcem turnieju.

### Kariera seniorska
W wieku 16 lat zadebiutował w seniorskiej drużynie Jagiellonii Białystok w meczu rundy play-off fazy kwalifikacyjnej Ligi Europy 2024/25 z Ajaxem 29 sierpnia 2024. W Ekstraklasie zadebiutował w zremisowanym 1:1 meczu z Pogonią Szczecin, gdzie zmienił Darko Czurlinowa w 80. minucie. Zaczął regularnie występować w drużyne w rundzie wiosennej sezonu 2024/2025. W kwietniu 2025 przedłużył umowę z Jagiellonią do czerwca 2027 roku.
Pierwszą bramkę w seniorskiej karierze zdobył 4 maja 2025 w meczu z Górnikiem Zabrze, zremisowanym 1:1. Został drugim najmłodszym w historii strzelcem bramki w historii Jagiellonii, oraz siódmym w historii Ekstraklasy.

## Kariera reprezentacyjna
W sierpniu 2022 został powołany do reprezentacji Polski U-15. Grał także w kadrze U-17, debiutując w meczu przeciwko Walii. Pierwszego gola strzelił przeciwko reprezentacji Szwecji w 27. minucie, w wygranym 2:1 meczu przez Polaków. Łącznie rozegrał 15 meczów w kadrze U-17, strzelając 4 bramki.

## Statystyki
Stan na koniec sezonu 2024/2025
| Klub                     | Sezon             | Liga              | Liga | Liga | Puchar k. | Puchar k. | Inne | Inne | Europa | Europa | Suma | Suma |
| Klub                     | Sezon             | Liga              | M.   | Br.  | M.        | Br.       | M.   | Br.  | M.     | Br.    | M.   | Br.  |
| ------------------------ | ----------------- | ----------------- | ---- | ---- | --------- | --------- | ---- | ---- | ------ | ------ | ---- | ---- |
| Jagiellonia Białystok    | 2024/2025         | Ekstraklasa       | 15   | 1    | 2         | 0         | 1    | 0    | 5      | 0      | 23   | 1    |
| Jagiellonia Białystok II | 2024/2025         | III liga          | 1    | 0    | —         | —         | —    | —    | —      | —      | 1    | 0    |
| Ogółem w karierze        | Ogółem w karierze | Ogółem w karierze | 16   | 1    | 2         | 0         | 1    | 0    | 5      | 0      | 24   | 1    |

## Sukcesy
- Superpuchar Polski
  -  2024[17]